# Giovanni Colonna (1457–1508)
Giovanni Colonna (ur. w czerwcu 1457, zm. 26 września 1508) – włoski kardynał, ze słynnego rzymskiego rodu arystokratycznego, z którego wywodził się też papież Marcin V.

## Życiorys
Syn księcia Antonio Colonna i jego trzeciej żony Imperiale. Przeznaczony do stanu duchownego, został protonotariuszem apostolskim. W 1480 papież Sykstus IV mianował go kardynałem diakonem Santa Maria in Aquiro i administratorem diecezji Rieti. W 1482 poparł króla Neapolu Ferdynanda w jego sporze z Sykstusem IV, wskutek czego papież oskarżył go o zdradę i uwięził w zamku św. Anioła (razem z kardynałem Giovanni Battista Savelli). Został uwolniony dopiero w listopadzie 1483, po blisko półtora roku. Na konklawe 1484 i konklawe 1492 popierał kandydaturę Rodrigo Borgia. Kiedy Borgia został papieżem Aleksandrem VI w 1492, odwdzięczył mu się nadaniem opactwa Subiaco in commendam. Mimo to, już w 1493 Colonna przeszedł do opozycji wobec niego, a w 1495 sprzymierzył się z królem Francji Karolem VIII i towarzyszył mu w wyprawie do Neapolu. Naraził się w ten sposób na gniew Aleksandra VI i musiał się schronić na Sycylii. Powrócił do Rzymu w 1496, a następnie udał się do Mediolanu (1499). W zamian za wsparcie wyboru Juliusza II na drugim konklawe 1503 otrzymał opactwo Grottaferrata i stanowisko archiprezbitera bazyliki laterańskiej. Protodiakon św. Kolegium po 29 listopada 1503. 18 listopada 1506 uczestniczył w uroczystości położenia pierwszego kamienia pod nową bazylikę św. Piotra, proklamując po łacinie odpusty ogłoszone przez papieża. Zmarł w Rzymie, mając 51 lat i trzy miesiące. Został pochowany w kościele SS. XII Apostoli.